# Alphonse Lauwers
Alphonse Lauwers (Liegi, 27 aprile 1885 – Liegi, 2 giugno 1964) è stato un ciclista su strada e pistard belga, professionista dal 1906 al 1914.

## Carriera
Vinse la Parigi-Spa nel 1910, e la Gand-Bruxelles nel 1911. fu inoltre secondo alla Liegi-Bastogne-Liegi del 1908.

## Palmarès

### Strada
- 1910

Parigi-Spa
- 1911

Gand-Bruxelles

### Pista
- 1911

48 ore di Bordeaux
- 1912

48 ore di Roubaix

## Piazzamenti

### Classiche monumento
- Parigi-Roubaix

1914: 17º
- Liegi-Bastogne-Liegi

1908:2°
1911:8°
1912:13°